# Karl Benjamin Preusker
Karl Benjamin Preusker (22. září 1786, Löbau – 15. dubna 1871, Großenhain) byl německý publicista, archeolog a zejména průkopník v oblasti muzejnictví a knihovnictví, jenž v saském Großenhainu v roce 1828 založil první veřejnou knihovnu v Německu. Preusker podnítil v první polovině 19. století zakládání dalších veřejně přístupných knihoven a díky svému úsilí o zlepšování životních podmínek a rovných příležitostí ke vzdělání je rovněž považován za filantropa. Na jeho počest uděloval v letech 1996–2009 spolek Deutsche Literaturkonferenz e. V. medaili Karla Preuskera osobám a institucím, které přispěly k rozvoji knihovnictví, vydávání literatury a k významným nakladatelským počinům. Od roku 2011 tuto medaili v den knihoven uděluje zastřešující organizace „Bibliotheken & Information Deutschland (BID) e. V.“

## Život

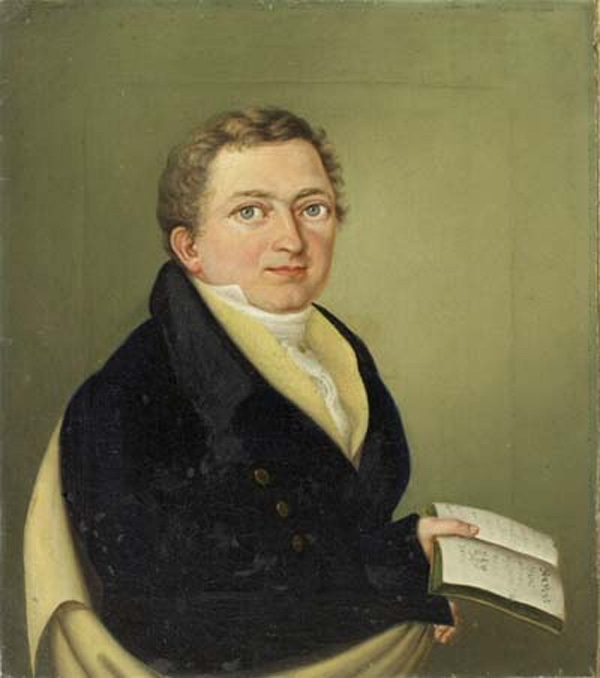
Preusker v 38 letech

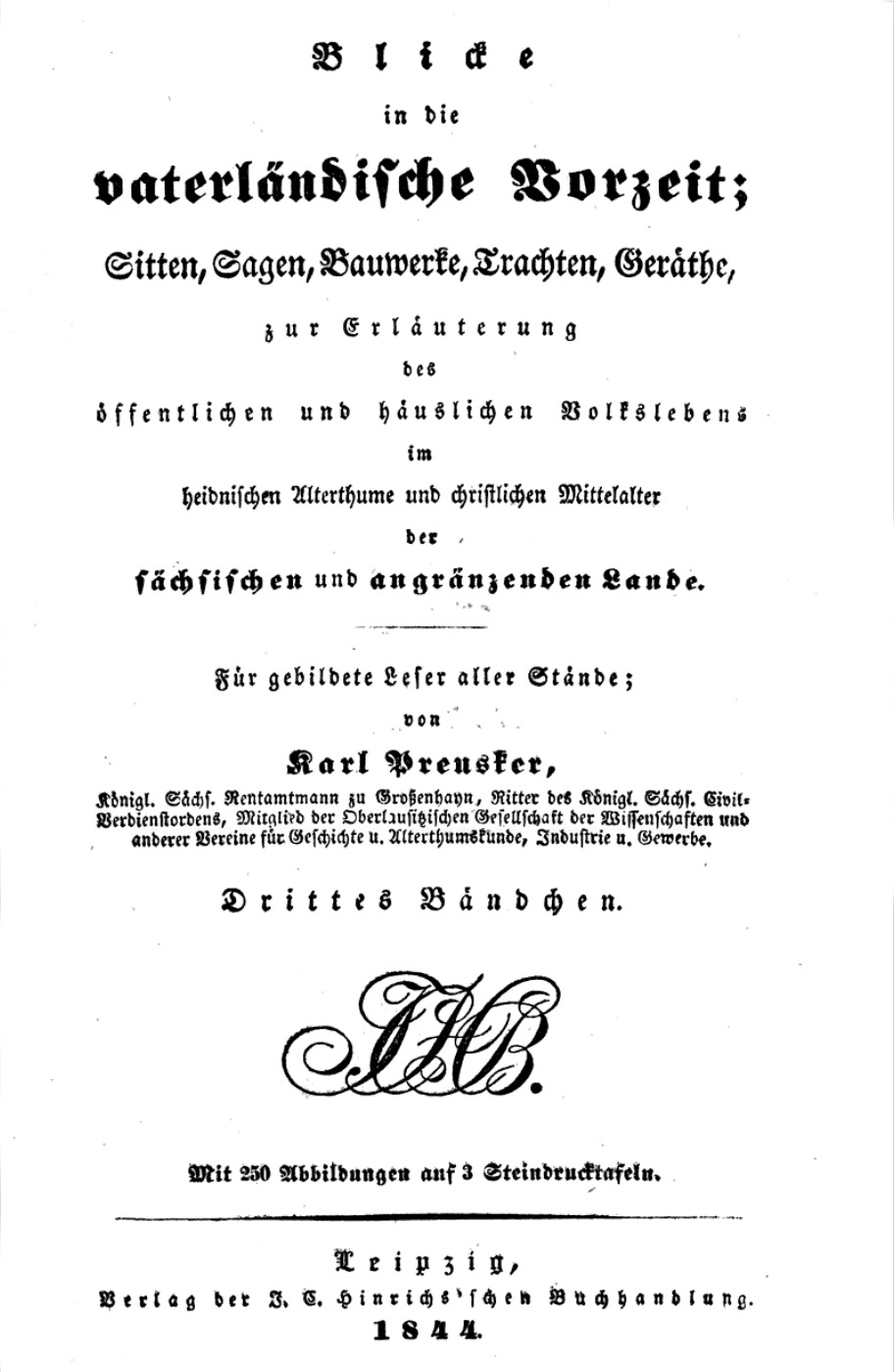
Titulní strana k dílu Blicke in die vaterländische Vorzeit, Band 3, 1844

Karl Benjamin Preusker se narodil 22. září 1786 v Löbau. Přestože byl původně kupcem, brzy měl sklon ke sběratelství a k intelektuálním zájmům. Během svého vyučení v lipském knihkupectví v letech 1805–1809 a následného zaměstnání v knihkupectví Joachima Heinricha Campeho v Braunschweigu se tyto zájmy dále rozvinuly. Protože ve válkou zničeném Německu neměl v obchodě rodičů, ani v knihkupectví žádnou perspektivu, vstoupil krátce po bitvě národů u Lipska v roce 1813 do nově vytvořeného lužického Landwehru. Jako spolehlivý správní adjunkt rychle vystoupal až k hodnosti plukovníka regimentu. Střídavé pobyty v Sasku a Francii využil k poznání těchto zemí a jejích obyvatel. Po té se v Lipsku zapsal na univerzitu. V roce 1823 se několik týdnů po jejich prvním setkání oženil s dcerou starosty v Döbelnu Agnes Löwe. V roce 1824 získal místo královského úředníka pro správu příjmů z nemovitostí v saském Großenhainu, což byl úřad, který zastával až do roku 1853 a který mu ponechával dostatek času pro jeho soukromé zájmy.

## Preusker jako zakladatel knihoven a stratég vzdělávání
V den knihoven 24. října 1828 otevřel Preusker spolu s lékařem Emilem Reinigerem a Vlasteneckou měšťanskou knihovnou v saském Großenhainu první veřejnou knihovnu v Německu, která měla učinit vědění a vzdělání přístupným všem občanům. Koncepčně byla úzce provázána s nedělní školou založenou v roce 1830 a následně i s obchodním sdružením založeným roku 1832. Všechny tři instituce sloužily k přípravě zaměstnanců stejně jako k osobnímu vzdělávání. Jejich organizaci a rozvoj popsal Preusker ve výročních zprávách. Tento úspěšný projekt z něj udělal uznávaného odborníka i mimo Sasko. Více než deset knihoven v Německu a Švýcarsku bylo založeno na základě jeho návrhů. Preusker je autorem konceptu stupňovitého knihovního systému, počínaje venkovskými knihovnami a konče národní knihovnou. Navrhl také různé typy speciálních knihoven a přemýšlel o nějakém druhu dokumentačního zařízení.

## Preusker jako archeolog
Po nástupu do úřadu v Großenhainu se zpočátku věnoval zkoumání tzv. vlasteneckých starožitností, resp. archeologie na území německých států. Ve svých spisech formuloval základní metody a cíle moderní archeologie a památkové péče. V 1841/44 publikoval svou hlavní práci Blicke in die vaterländische Vorzeit, která byla první komplexní studií zaměřenou na archeologii Saska. Preusker byl členem 21 historických společností. V roce 1828 byl jmenován členem Královského spolku pro starožitnosti v Kodani, v roce 1829 za své zásluhy získal stříbrnou medaili Hornolužické společnosti věd v Görlitz. Preusker udržoval intenzivní korespondenci se sběrateli, historiky, numismatiky a lingvisty. Mezi jeho přátele patřili Karl August Böttiger, Gustav Friedrich Klemm, Christian Adolph Pescheck nebo Karl Wilhelmi.
První nálezy z období pravěku získal již jako školák. V roce 1853 předal přibližně 900 objektů do drážďanského starožitného kabinetu, aby byly trvale přístupné veřejnosti. Ty jsou považovány za základ sbírek Zemského muzea pravěku v Drážďanech. V padesátých a šedesátých letech 19. století podporoval Preusker zřízení lokálních sbírek, zejména v Löbau a Großenhainu, a to dodáním dublet. Části sbírky Karla Benjamina Preuskera jsou vystaveny ve Státním archeologickém muzeu v Chemnitz.

## Preusker jako filantrop
Preuskerovi leželo na srdci obzvláště vzdělávání širokých vrstev obyvatelstva. V roce 1830 zřídil nedělní školu, v níž se mohli zájemci z řad učňů připravovat na budoucí povolání. V roce 1832 založil v Großenhainu obchodní sdružení pro další vzdělávání obchodníků. Praktické uvažování Preuskera také vedlo ke kampaním za založení spořitelny, zařízení pro péči o děti pracujících žen a zavedení pouličního osvětlení. Základní myšlenky pro své charitativní úsilí našel v Herderově učení o humanitě a v ideálech svobodného zednářství. V roce 1814 byl přijat do budyšínské Lóže U zlaté zdi.